# Kurt Schmied
Kurt Schmied (14 de juny de 1926 - 9 de desembre de 2007) fou un porter de futbol austríac de la dècada de 1950.
Com a futbolista defensà els colors de diversos clubs, destacant Wiener Sportclub i First Vienna FC. Debutà amb la selecció el mes de maig de 1954 en un partit enfront Gal·les. Participà en la Copa del Món de 1954 i en la de 1958. En total fou 38 cops internacional.

## Palmarès
- Lliga austríaca de futbol (1):
  - 1955